# Wetti
Wetti, lateinisch Wettinus Augiensis, (* um 780; † 4. November 824) war ein Mönch, Hagiograph und Schulmeister im Kloster Reichenau.

## Leben
Wetti war von vornehmer Herkunft und ein enger Verwandter von Abt Waldo von Reichenau († 813) und Grimald (Abt in Weißenburg von 833 bis 839 und ab 841 in St. Gallen). Er war ein Schüler von Haito in Reichenau (und nach 802 von einem ansonsten nicht bekannten Scottus an anderem Ort). Er leitete die Klosterschule in Reichenau unter den Äbten Heito (Abt von 806 bis 822/23) und Erlebald (Abt von 823 bis 828) und war der Lehrer von Walahfrid Strabo. Zwischen 816 und 824 verfasste er die älteste erhaltene Vita von Gallus mit einem in Hexametern verfassten Widmungsgedicht an Abt Gozbert von St. Gallen. Er bearbeitete dazu die um 680 verfasste und schon mehrfach ergänzte Vita von Gallus im Auftrag von Abt Gozbert, der aber unter anderem mit den schlechten Reimen so unzufrieden war, dass er sie zehn Jahre später durch Walahfrid neu bearbeiten ließ.
Vieles über ihn ist aus den Vorreden von Heito und Walahfrid zu seiner Visio Wettini bekannt.

## Visio Wettini
Vor seinem Tod hatte er eine Traumvision (Visio Wettini, von Haito redigiert und von Walahfrid Strabo in Verse gesetzt). In der ersten Vision wird er von Mönchen mit Folterwerkzeugen bedrängt, die aber von anderen Mönchen abgewehrt werden. In der zweiten Vision erscheint ihm ein leuchtender Engel, dem er seine Sünden bekennt und den er um Fürsprache bittet und der ihn ins Jenseits führt. In der Hölle findet er viele Geistliche, die Qualen der Verdammten und den Feuerfluss. Im Fegefeuer sieht er Abt Waldo und zu seiner eigenen Überraschung auch Karl den Großen, gefesselt und unverletzt; nur ein Tier nagt an seinen Genitalien. Wetti wird mitgeteilt, dass Karls gute Taten durch seine Ausschweifungen in seinem späteren Leben zunichtegemacht worden seien, ihm aber letztlich wegen seiner Dienste für das Christentum vergeben werde. Im Himmel, wo er Gott in der Schar der Heiligen, Märtyrer und heiligen Jungfrauen sieht und unter anderem den Grafen Gerold unter den Seligen (dieser hatte das Kloster Reichenau reich beschenkt), erfährt Wetti, dass er am folgenden Tag sterben werde und er bestraft werde wegen Faulheit und da er seine Pflichten als Lehrer vernachlässigt und Schüler auf Abwege geführt habe. Schließlich wird ihm vom Engel eröffnet, dass ihm vergeben werde, wenn er diejenigen wieder auf den richtigen Weg führe, die er zuvor ins Abseits geführt habe. Wieder erwacht, nimmt Wetti seine Vision zum Anlass, seine Mönchsbrüder zu einem bescheidenen und aufopfernden Leben zu ermahnen. Nach dem Aufwachen diktiert er die Vision zwei Mönchen, die bei ihm wachten. Die Vision fand weite Verbreitung. Sie ist von den Dialogen Gregors des Großen beeinflusst, aus denen man ihm zuvor vorgelesen hatte. Gregor der Große hatte die Idee vom Fegefeuer in die christliche Lehre eingeführt und der Text von Wetti ist ein frühes Beispiel für dessen Verwendung.
Albrecht Diem analysiert anhand der beiden erhaltenen Versionen (Heito, Walahfrid) der Visio Wettini die Haltung zur Homosexualität und Ausschweifungen im Mönchtum der Karolingerzeit, in der Mönche offiziell nach dem Willen Karls des Großen ein Vorbild an Tugend sein sollten, wozu nichts nach außen dringen durfte (in einem Dekret drohte er mit seinem Zorn, sollte nochmals so etwas an seine Ohren kommen). Über das Thema findet sich ansonsten wenig in zeitgenössischen Texten.
Die Erwähnung der Leiden von Karl dem Großen in der Hölle sollten zeigen, dass keiner, auch kein noch so angesehener Herrscher, dem Gericht im Jenseits entkommen kann. Der Grund für seine Züchtigung war (wenn auch nicht ausdrücklich von Wetti erwähnt), dass Karl der Große mehrere Konkubinen neben seiner Frau hatte, was unter seinem Nachfolger und Sohn Ludwig dem Frommen schon als verpönt galt. Die erste Version von Wetti, in der ihm (des Lateinischen mächtige) Mönche zu Hilfe kamen, sollte die Überlegenheit des gelehrten Mönchtums gegenüber anderen Personenkreisen demonstrieren, auch gegenüber vielen Geistlichen, die Wetti in der Hölle sah. Wetti selbst war zwar zunächst verdammt, konnte sich aber durch Befolgung der richtigen Ordensregeln läutern und so in den Kreis der Heiligen, Märtyrer und heiligen Jungfrauen aufsteigen und im Schluss konnten Mönche, so die indirekte Lehre des Textes, auch erfolgreich Fürbitte für Laien im Jenseits leisten. Dass sich Wetti der Sünde der Sodomie im Sinne von Homosexualität schuldig gemacht hatte, wird nicht explizit gesagt, es gibt aber nach Albrecht Diem in Heitos Version viele Hinweise. So empfiehlt ihm sein Wächterengel, dass er Psalm 118 rezitiert, der damit beginnt, dass die selig sind, die unbefleckt durch das Leben gehen, außerdem ist davon die Rede, dass er Schüler korrumpiert hatte, in der Lehre und durch Handlungen. Der Engel spricht auch explizit von „Sünden gegen die Natur“, die Gott am meisten erzürne. Das betraf allerdings auch die Versündigung durch Ehebruch mit Konkubinen. Der Engel befahl ihm bei den von ihm Verführten öffentlich Abbitte zu leisten.
In der Version von Walahfrid, einem Schüler von Wetti, der damals noch sehr jung war (18 Jahre), den der Vorwurf der Verführung zur Sodomie gegen seinen Lehrer also auch persönlich traf, wurden nicht nur literarische Änderungen in Form von Hexametern vorgenommen, auch die persönlich gegen Wetti erhobenen Vorwürfe wurden nach Albrecht Diem abgemildert und der Vorwurf und Ruf nach Läuterung allgemeiner gefasst. In der Vorrede spricht Walahfrid explizit davon, aus Liebe zu Wetti – auch auf Veranlassung eines Verwandten von Wetti namens Adalis – das Bild zurechtzurücken, wobei er angibt, ohne Wissen seines Abtes Erlebald zu handeln, und damit wahrscheinlich auch ohne Wissen von Heito. Er konnte den Text von Heito aber auch nicht allzu stark ändern, da dieser weit verbreitet war. Walahfrids Version ist Grimald von Weißenburg gewidmet, dem Hofkaplan von Ludwig dem Frommen, und sollte mit seinem besseren Latein und der größeren Länge – es werden auch einige Namen von Geistlichen und Adligen genannt, die in der Version von Heito noch weggelassen oder anonym gehalten wurden, die Einleitung gibt Informationen über Äbte und das Umfeld – von 950 Hexametern eine weitere Verbreitung auch in höfischen Kreisen ermöglichen. Vielleicht entstand sie auch auf Anregung von Grimald.
Die Version von Walahfrid fand trotz ihrer gereimten Form weniger Zuspruch. Es sind 7 Handschriften bekannt, von Heitos Version 63 (einschließlich Fragmente), davon 6 aus dem 9. Jahrhundert (und eine aus dem Kloster Reichenau mit beiden Versionen, die aber nicht erhalten ist und zwischen 835 und 841 entstand). In der Bibliothek von Reichenau gab es nur 2 Manuskripte mit der Version von Heito, keines mit der von Walahfrid.
Unter Heito wurden auf der Reichenau auch noch andere Visionen gesammelt, so die einer armen Frau von Laon und des Mönches Rotchar (wie die Vision von Wetti Jenseitsvisionen mit historischen Personen), und andere wie Einhard sammelten damals auch Visionen nicht zuletzt, um Hinweise auf die unmittelbare Zukunft für das politische Handeln zu erhalten. So unterstützt die Vision von Wetti die Trennung von Klöstern und dem weltlichen Bereich, die ein Bestreben von Ludwig dem Frommen war.

## Schriften
Visio Wettini:
- Ernst Dümmler (Hrsg.): Heitonis Visio Wettini und Visio Wettini Walahfridi. In: Poetae Latini; Aevi Carolini, Buch 2, Monumenta Germaniae Historica, 1884.
  - Heitonis Visio Wettini:  S. 267–275. (Internet Archive, MGH)
  - Visio Wettini Walahfridi: S. 301–334 (MGH), mit Widmung an Grimald
- Hermann Knittel: Heito und Walahfrid Strabo: Visio Wettini. Einführung, lateinisch-deutsche Ausgabe und Erläuterungen (= Reichenauer Texte und Bilder. Band 12). Mattes, Heidelberg 2004, S. 34–63 (deutsche Übersetzung).[6]
  - Englische Übersetzung in Eileen Gardiner: Visions of heaven and hell before Dante. Italica Press, New York 1989, S. 65–79.
- David A. Traill: Walahfrid Strabo’s Visio Wettini: Text, Translation and Commentary. Lang, Frankfurt 1974 (Text nach Traill bei der Bibliotheca Augustana).

Vita des Gallus:
- Bruno Krusch (Hrsg.): Vita Galli confessoris triplex (= MGH Scriptores rerum Merovingicarum. Band 4.) Hannover 1902, S. 229 ff,  Nachdruck 1977 (Digitalisat).
  - Darin die lateinischen Ausgaben von Vitae vetustissimae fragmentum, S. 251–256; Vita auctore Wettino, S. 256–280; Vita auctore Walahfrido, S. 280–337 (Digitalisat).
- Franziska Schnoor: Wetti. Die Lebensgeschichte des heiligen Gallus. In: Karl Schmuki, Ernst Tremp, Franziska Schnoor (Hrsg.): Der Heilige Gallus 612–2012. Leben – Legende – Kult. Verlag am Klosterhof, St. Gallen 2011, S. 167–193 (deutsche Übersetzung der Vita von Wetti).